# 自壊する帝国
『自壊する帝国』（じかいするていこく）は佐藤優の著書。2006年に新潮社から出版。同年の新潮ドキュメント賞、2007年の大宅壮一ノンフィクション賞を受賞。
同じ2006年に書かれた『国家の崩壊』
が、ソ連の崩壊を鳥瞰的に論じた著作であるのに対し、『自壊する帝国』は、当時のソ連で佐藤個人が、どう見聞行動したかという記録である。

## 各章の概要

### 1   インテリジェンス・マスター
1985年に佐藤は外務省に入省。チェコ語とチェコ神学を勉強する目的だった。ロシア語の研修のためにイギリスへ留学。

### 2   サーシャとの出会い
1987年にモスクワへ赴任し、モスクワ国立大学言語学部に研修留学。哲学部科学的無神論学科のサーシャと出会う。
（この前年からゴルバチョフの「ペレストロイカ（立て直し）」が始まっていた。）

### 3   情報分析官、佐藤優の誕生
1988年、ソ連大使館の政務班に配属。新聞や雑誌の整理係をした。アゼルバイジャンとアルメニア間の紛争に注目し、民族問題の担当官になった。

### 4   リガへの旅
1989年、サーシャの誘いでラトビア首都のリガへ行き一泊。サーシャはバルト3国の独立を計画していた。

### 5   反逆者たち
モスクワにある反体制派のアジトをサーシャに教えられ、その人脈ができる。

### 6   怪僧ポローシン
ポローシンはサーシャから紹介された反体制派。1989年にロシア人民代議員になり、エリツィンの側近になった。

### 7   終わりの始まり
1990年、手紙を出してリトアニア共産党のブラジスラフ・シュベードと面会。そのつてでソ連のヤナーエフ副大統領にも会った。

### 8   亡国の罠
1991年1月、リトアニアの首都ビリニュスで血の日曜日事件 (リトアニア)。佐藤はリトアニア共産党中央委員会とリトアニア外務省との連絡をした。

### 9   運命の朝
1991年8月19日朝、ゴルバチョフが病気で執務不能というニュースが流れる。ソ連8月クーデター。佐藤は人脈を駆使して情報を収集。

## 主な登場人物
アレクサンドル・カザコフ（サーシャ）
この著書の主人公。第2章で登場。モスクワ国立大学哲学部科学的無神論学科の学生。ラトビア出身のロシア人。共産主義体制に反対し、バルト3国の独立活動をする。
ヴィクトル・アルクスニス
第4、5、9章で登場。空軍の「黒い大佐」。1989年にロシア人民代議員。ソ連維持派。
ビャチェスラフ・ポローシン（スラーバ）
第5章で登場。ソ連社会を嫌って神父になった。1989年にロシア人民代議員。1991年のクーデターではエリツィン派。
ブラジスラフ・シュベード（ブラード）
第7章で登場。リトアニア共産党第2書記で、ソ連維持派。佐藤は手紙を出して面会に成功。ヤナーエフ副大統領とアントニオ猪木の面談もセットしてくれた。リトアニア独立後に逮捕される。
ゲンナジー・ブルブリス
第8章で佐藤への警告者として突然登場。 1992年までロシア国務長官。エリツィンの知恵袋。
セルゲイ・チェシュコ（セリョージャ）
ソ連科学アカデミー民族学人類学研究所副所長。第8章で登場。
アレクセイ・イリイン
ロシア共産党第2書記。第8章で登場。1991年8月にはクーデター側。ゴルバチョフは生きているという情報を佐藤に与えた。
沿バルト紙の青年記者
第9章で登場。1991年8月クーデターで情報を収集し佐藤に報告。『甦る怪物』3章によれば本名はイーゴリ・ラズモフスキー。『ラトビア青年』の記者。